# Gaaden
Gaaden là một thị xã thuộc huyện Mödling trong bang Niederösterreich.